# Коллинз, Джеймс Франклин
Джеймс Франклин Коллинз (англ. James Franklin Collins; род. 4 июня 1939, Орора, Иллинойс, США) — американский дипломат. В 1997—2001 годах — посол США в России.
Окончил Гарвард (бакалавр cum laude, 1961). Степень магистра по истории с сертификатом Института России и Восточной Европы получил в Индианском университете в 1964 году. Впервые посетил СССР 1965—66 годах, когда по студенческому обмену стажировался на историческом факультете МГУ. В 1966 году занимался исследованиями в Британском музее. С 1967 года преподаватель Военно-морской академии США.
В 1969 году поступил на дипломатическую службу. В 1969—71 годах служил в генконсульстве в Измире (Турция). В 1973—75 годах — второй секретарь в посольстве США в Москве. В 1982—84 годах — политический советник в посольстве США в Иордании.
В 1987—88 годах — один из директоров Совета национальной безопасности.
С октября 1990 по ноябрь 1993 года— первый заместитель главы дипломатической миссии в Москве, занимал эту должность при трёх послах, был и. о. посла в том числе в августе 1991 года.
Занимал руководящие должности в Госдепартаменте США, вплоть до спецсоветника госсекретаря по делам СНГ в 1990-х годах. До 1997 выполнял обязанности старшего координатора, а затем посла по особым поручениям и специального советника по вопросам СНГ при государственном секретаре США.
Со 2 сентября 1997 по июль 2001 года — посол США в России. На это время пришлась передача власти от Ельцина к Путину, экономический кризис 1998 года, балканский (Косовский) кризис, который посол вспоминал как «один из наиболее трудных моментов». В качестве одного из ведущих американских специалистов по ключевым проблемам взаимоотношений между США и Россией принимал участие во всех встречах на высшем уровне между президентами Российской Федерации и Соединённых Штатов. Спустя годы Коллинз также вспоминал: «Дефолт по долгам был воспринят как колоссальный провал. История успеха сменилась историей провала… в истории с Балканами Россия воспринималась (США — Прим.) на другой стороне баррикад». Много ездил по стране.
После завершения дипслужбы консультант вашингтонской юрфирмы AGSH&F.
С 2007 года — директор программы по России и Евразии Фонда Карнеги за международный мир.
Одной из ключевых проблем российско-американских отношений в 2008 году называл вопрос отношений с Ираном.
В 2011 году отмечал, что рейтинг Путина «по-прежнему очень высок, в России он пользуется популярностью и поддержкой. Но, думаю, в стране нарастает недовольство правительством в целом. По-моему, там такие же проблемы, как у нас здесь (в США — Прим.): народ считает, что правительству не удается удовлетворить его потребности, есть и экономические трудности…».
Согласно утверждению Коллинза в 2013 году, ни Россия, ни США не намерены применять ядерное оружие.
В 2013 году он констатировал, что «глобальное потепление реально… у него уже есть последствия», также отметив, что, среди прочих вопросов, если правительства, в том числе США и России, европейские лидеры «не возьмут на себя роль лидеров в решении этих вопросов, её на себя не возьмет никто».
Как отмечается в 2015 году, он выступал критиком политики администрации Дж. Буша, а также не одобрял внешнюю политику Б. Обамы, который, по его мнению, сдаёт ранее приобретённые США позиции.
Супруга Наоми, два сына — Роберт и Джонатан.
Отмечен несколькими наградами и медалями, в частностью медалью НАСА.
Удостоен почётных степеней Индианского ун-та, РАН, Нижегородского лингвистического ун-та. Почётный профессор МГУ (2001).